# Les Aires
Les Aires település Franciaországban, Hérault megyében. Lakosainak száma 613 fő (2022. január 1.). Les Aires Cabrerolles, Colombières-sur-Orb, Hérépian, Lamalou-les-Bains, Mons, Le Poujol-sur-Orb, Saint-Nazaire-de-Ladarez és Vieussan községekkel határos.

## Népesség
A település népességének változása:
| Lakosok száma | 364  | 467  | 537  | 557  | 596  | 618  | 608  | 605  | 610  | 613  |
|               | 1968 | 1982 | 1990 | 2006 | 2013 | 2015 | 2017 | 2019 | 2020 | 2022 |